# Ulica Zagórska w Tarnowskich Górach
Ulica Zagórska w Tarnowskich Górach – jedna z głównych arterii komunikacyjnych Tarnowskich Gór łącząca to miasto m.in. z Tworogiem i Lublińcem. Częściowo tworzy granicę między dzielnicami Śródmieście-Centrum i Opatowice. Przebiega przez Rybną oraz Strzybnicę. W całości jest częścią drogi krajowej nr 11 (drogi jednojezdniowej klasy GP na odcinku Tworóg – Bytom).

## Przebieg
Ulica Zagórska biegnie w kierunku północno-zachodnim od centrum miasta. Stanowi kontynuację ulicy Opolskiej i rozpoczyna swój bieg od skrzyżowania z ulicą Obwodnicą. Krzyżuje się m.in. z ulicą Powstańców Warszawskich (główną ulicą dzielnicy Rybna; drogą powiatową nr 3239S łączącą Tarnowskie Góry z Miedarami w gminie Zbrosławice) oraz ulicą Księdza Prałata Edwarda Płonki (dawniej Metalowców; drogą powiatową nr 3285S prowadzącą w kierunku dzielnicy Pniowiec). Kończy się na granicy administracyjnej miasta Tarnowskie Góry z gminą Tworóg. Kontynuacją ulicy Zagórskiej na jej terenie jest ulica Słowiańska. Równolegle wzdłuż ulicy przebiega linia kolejowa nr 144.

## Historia

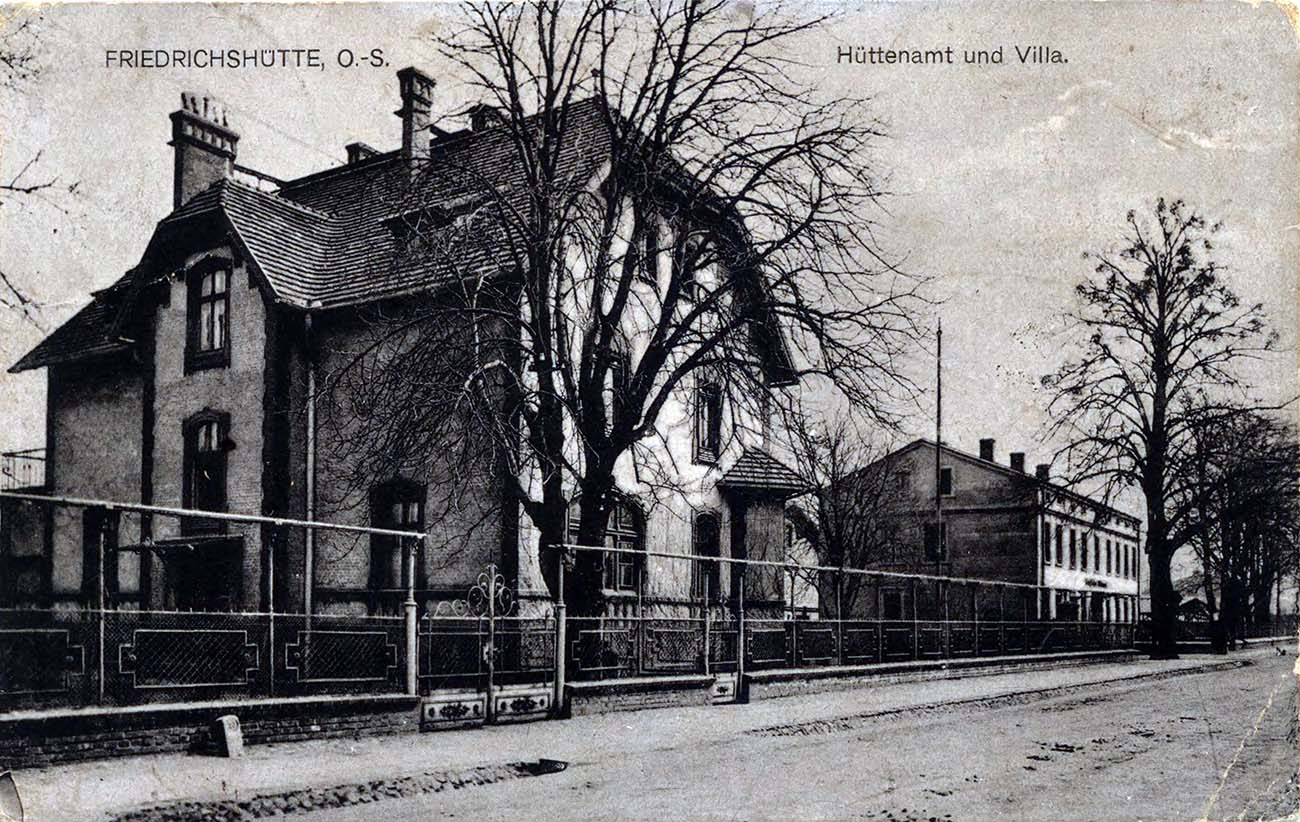
Urząd Hutniczy oraz willa przy obecnej ulicy Zagórskiej. Pocztówka z lat 1910–1930

Droga biegnąca w kierunku północno-zachodnim łącząca Tarnowskie Góry z Piaseczną oraz kuźnicami nad rzeką Stołą istnieć musiała już w XVI wieku, zaś w 1736 roku pojawia się ona po raz pierwszy na mapie księstwa opolskiego autorstwa Iohannesa Wolfganga Wielanda.
Obecna ulica Zagórska została oddana do użytku w 1847 roku po czterech latach budowy szosy z Tarnowskich Gór przez Tworóg do Lublińca i dalej do Opola. Dziesięć lat później równolegle do niej wybudowano jedną z najstarszych linii kolejowych na Górnym Śląsku, będącą część Kolei Prawego Brzegu Odry – obecną linię kolejową nr 144 Tarnowskie Góry–Opole Główne.
Do 1925 roku oraz w latach 1939–1945 ulica nosiła niemiecką nazwę Hauptstrasse (pol. 'ul. Główna'); w latach 1945–1975 ul. Tarnogórska.

## Zabytki

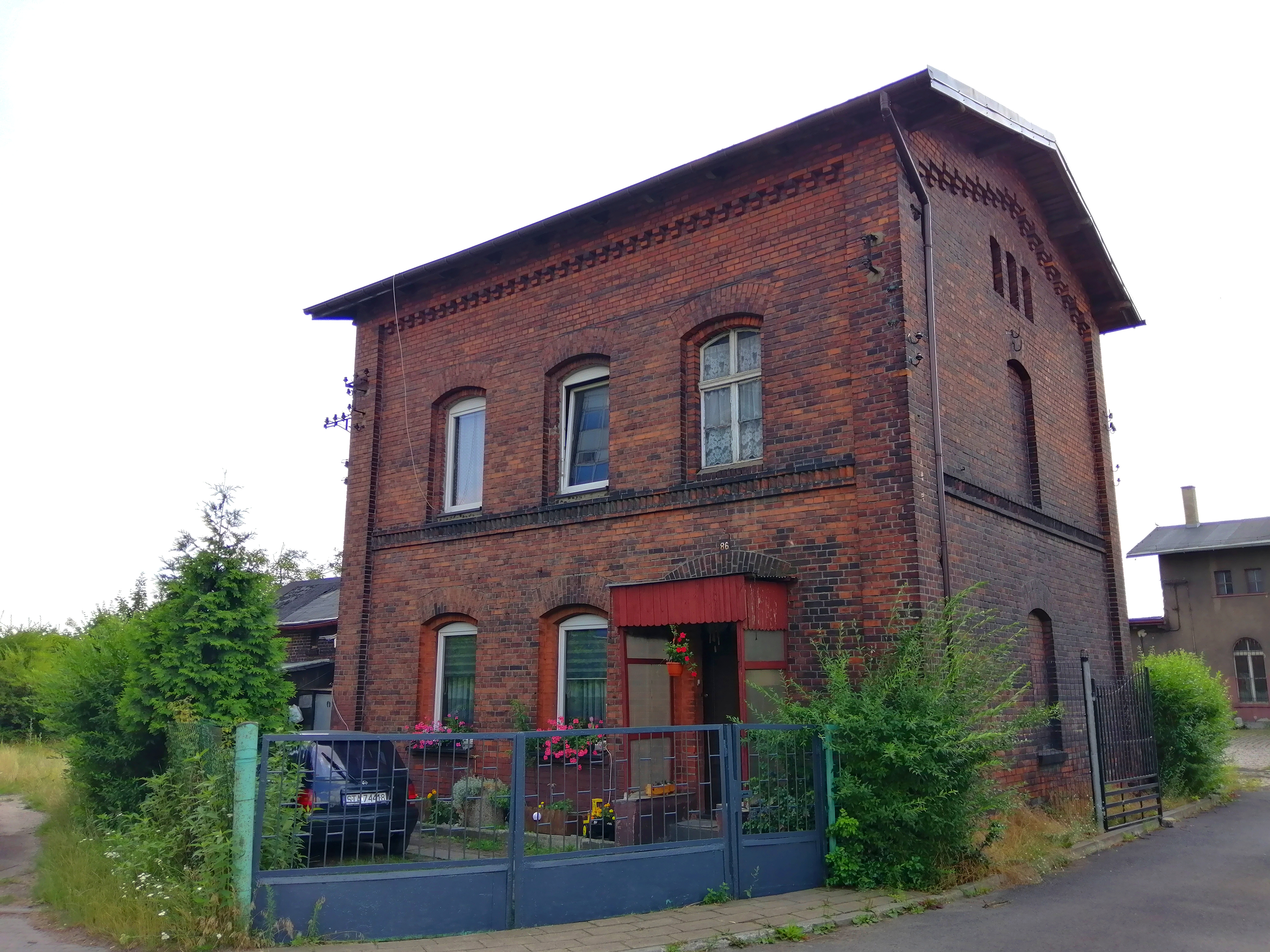
Zabytkowy kolejowy budynek mieszkalny przy ul. Zagórskiej 86

Najstarszym zachowanym budynkiem zlokalizowanym przy ulicy Zagórskiej jest oddany do użytku w 1868 roku budynek stacji kolejowej Strzybnica przy dawnym placu XXV-lecia PRL (włączonym 25 lipca 2017 w przebieg ulicy Zagórskiej). Figuruje on w Gminnej Ewidencji Zabytków miasta Tarnowskie Góry, podobnie jak:
- budynek z ok. 1915 roku będący dawniej siedzibą urzędu gminy, gromady, a do 1973 roku miasta Strzybnica, współcześnie mieszczący przedszkole,
- kolejowy budynek mieszkalny z ok. 1900 roku znajdujący się obok dworca, przy ul. Zagórskiej 86,
- budynek mieszkalno-usługowy z ok. 1900 roku przy ul. Zagórskiej 90,
- dawna hala fabryczna oraz wieża ciśnień pochodzące z ok. 1910 roku – okresu rozbudowy Huty Fryderyk; obecnie na terenie Zakładów Mechanicznych „Zamet”,

a także cztery krzyże przydrożne z XIX, XX i początku XXI wieku (ze starszymi figurami) oraz dwie kapliczki maryjne: w ogrodzeniu przy bramie wjazdowej do budynku przy ul. Zagórskiej 80 oraz przy skrzyżowaniu ulicy Zagórskiej z ulicą Sudecką (kapliczka maryjna z 1. połowy XX wieku).
Dodatkowo przy ulicy Zagórskiej 81 znajdowała się wybudowana w 1880 roku willa, w której mieścił się Urząd Hutniczy przy Hucie Fryderyk. W latach 20. XX wieku urzędował w niej administrator polsko-francuskiej spółki Tarnoferme zarządzającej hutą. Budynek został zbombardowany w czasie II wojny światowej, odbudowany (w zmienionej formie) w latach 50. XX wieku. Obecnie pełni funkcje mieszkalne.

## Inne obiekty

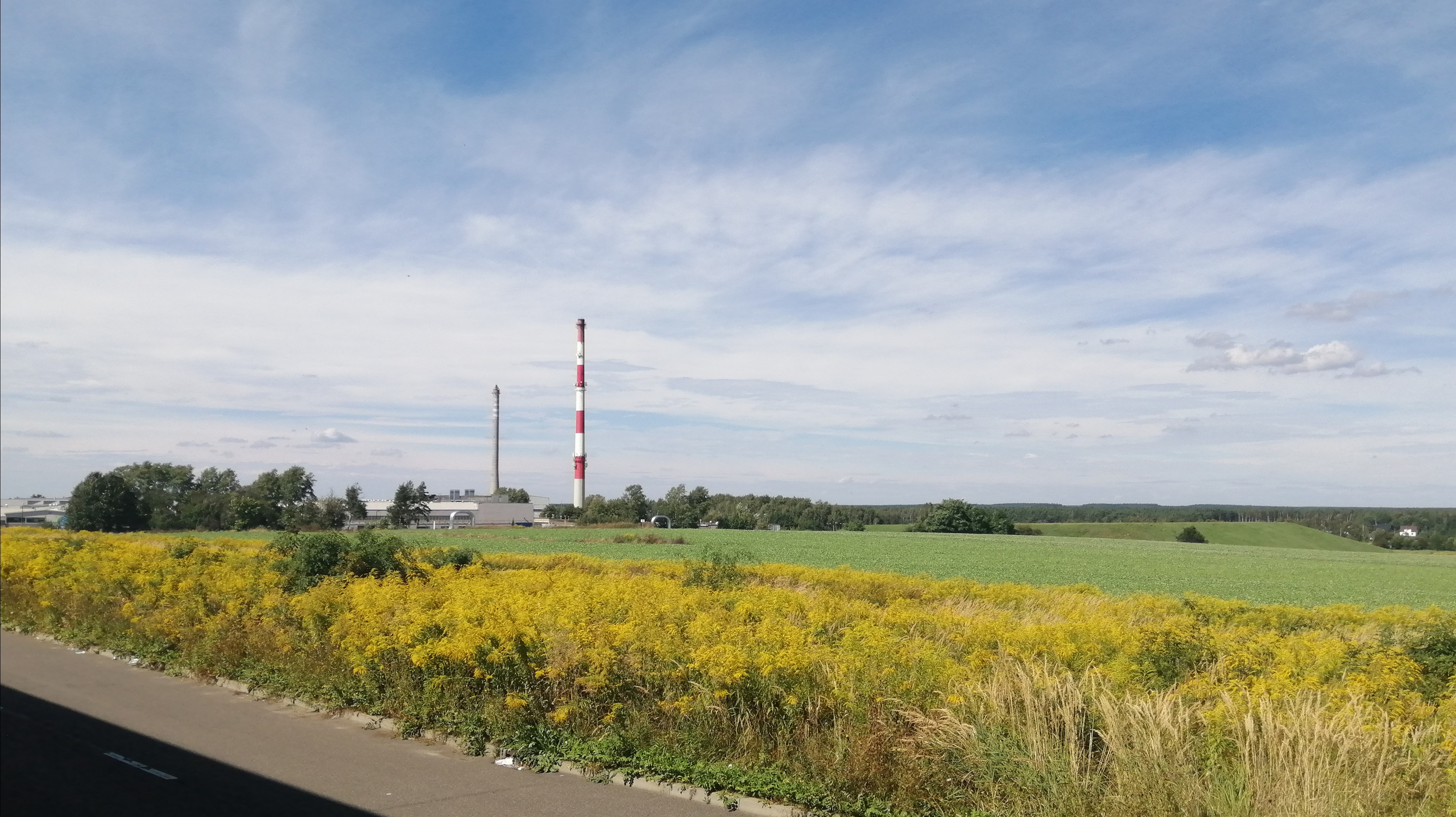
Teren dawnego FAZOS-u oraz wysypiska śmieci przy ul. Zagórskiej (2020)

Przy ulicy Zagórskiej znajdują się również:
- pasaż Centrum Handlowe Tarnowskie Góry, w którego obrębie znajdują się m.in. Apteka Lekosfera[14], CCC, Deichmann, Empik, RTV Euro AGD, Pepco, Rossmann, Takko Fashion oraz KiK – ul. Zagórska 189[15],
- minipark handlowy grupy Saller (dawniej supermarket Minimal należący do koncernu Rewe-Zentral AG) obejmujący Jysk, Media Expert oraz Sportisimo – ul. Zagórska 224[16],
- hipermarkety Tesco (ul. Zagórska 220[17]) oraz Kaufland (ul. Zagórska 187[18]) wraz z pasażami handlowymi,
- restauracja KFC – ul. Zagórska 220[19],
- stacje benzynowe: BP (ul. Zagórska 222[20]), Shell (ul. Zagórska 187[21]),
- Śląskie Centrum Hurtu Gwarek (dawniej zakłady mięsne) – ul. Zagórska 159[22],
- Wieczorek Sp. z o.o. Autoryzowany dealer Renault, Dacia – ul. Zagórska 141[23],
- zakłady przemysłowe na terenie dawnej Huty Fryderyk: Zamet Budowa Maszyn S.A., Montan Stal Sp. z.o.o. – ul. Zagórska 83,
- budynek dawnej dyskoteki – ul. Zagórska 80.

Ponadto do 2014 roku przy ulicy Zagórskiej 167 działała Fabryka Zmechanizowanych Obudów Ścianowych „FAZOS” S.A. wchodząca w skład grupy Famur. Za zabudowaniami tej fabryki w latach 1963–1990 istniało wysypisko odpadów komunalnych. Obecnie hale zajmuje Chemet S.A..

## Komunikacja

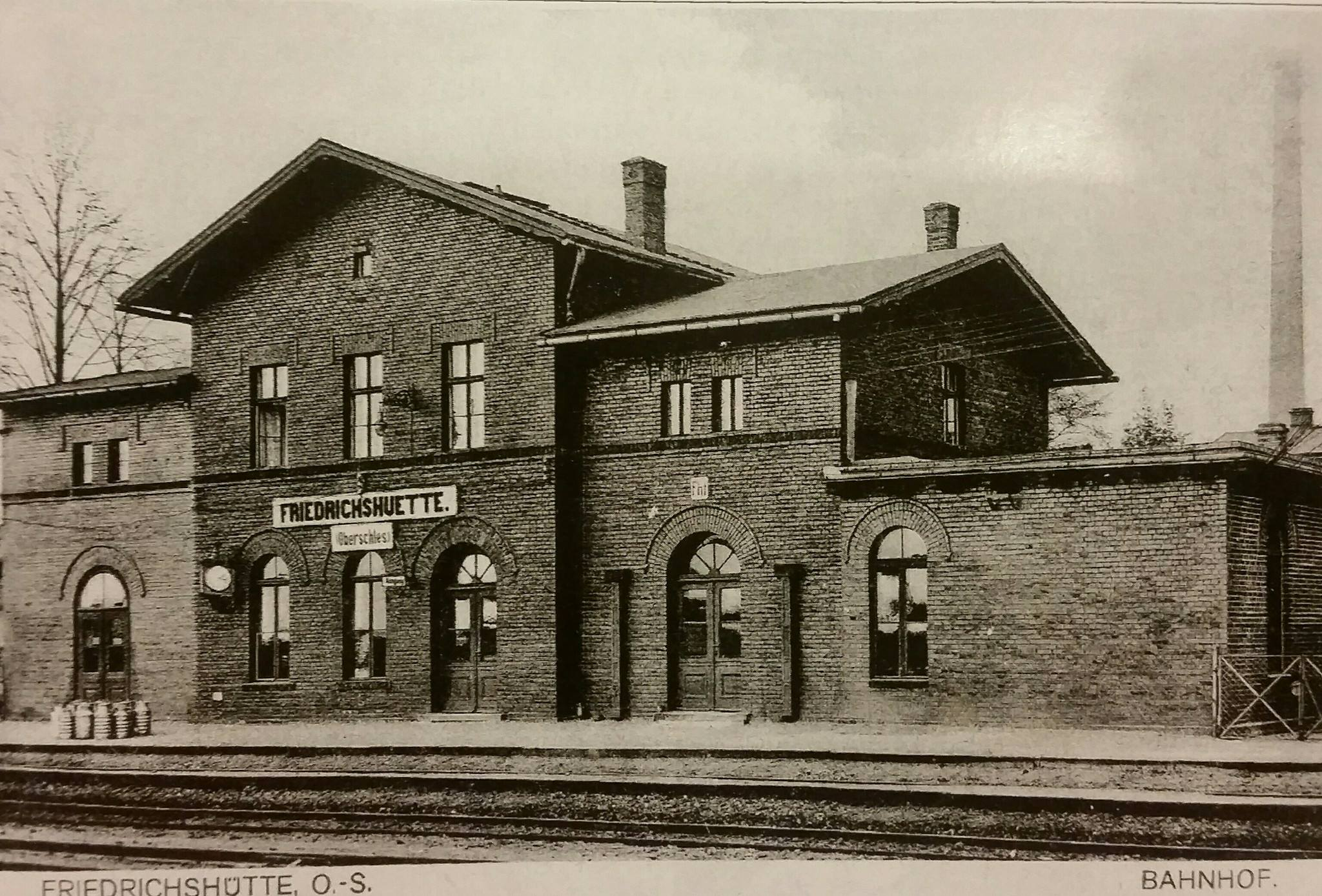
Budynek dworca PKP Strzybnica na pocztówce z 1916 roku

Według stanu z grudnia 2022 roku ulicą Zagórską kursują autobusy organizowane przez Zarząd Transportu Metropolitalnego, obsługujące następujące linie:
- 3 (Osada Jana Pawilon – Stare Tarnowice GCR),
- 78 (Tarnowskie Góry Dworzec – Miedary Posesja 17),
- 129 (Tarnowskie Góry Dworzec – Krupski Młyn Słoneczna),
- 143 (Tarnowskie Góry Dworzec – Nowa Wieś Pętla),
- 180 (Tarnowskie Góry Dworzec – Wielowieś Centrum Przesiadkowe),
- 670 (Tarnowskie Góry Dworzec – Pniowiec Pętla),
- 736 (Pniowiec Pętla – Miedary Tarnogórska),
- 780 (Szarlej Kaufland – Stare Tarnowice GCR).

Przy ulicy zlokalizowane są przystanki autobusowe Tarnowskie Góry Kaufland, Strzybnica Chemet, Strzybnica Zawiszy, Strzybnica Park Hutnika i Strzybnica Zametowska oraz przystanki na żądanie Strzybnica Ogrodnictwo i Strzybnica Osiedle.
W pobliżu skrzyżowania ul. Zagórskiej z ul. Powstańców Warszawskich znajduje się stacja kolejowa Tarnowskie Góry Strzybnica, na której ruch pasażerski został zawieszony w grudniu 2011 roku wraz z wejściem w życie nowego rozkładu jazdy likwidującego cztery pary pociągów relacji Tarnowskie Góry – Opole Główne. Powodem było wycofanie się województwa śląskiego z organizacji przewozów na tej linii spowodowane niską frekwencją w pociągach.

## Mieszkalnictwo
Według danych Urzędu Stanu Cywilnego na dzień 31 grudnia 2022 roku przy ulicy Zagórskiej zameldowane na pobyt stały były 733 osoby.